# Municipio de Fabius (condado de Knox)
El municipio de Fabius (en inglés: Fabius Township) es un municipio ubicado en el condado de Knox en el estado estadounidense de Misuri. En el año 2010 tenía una población de 223 habitantes y una densidad poblacional de 2,46 personas por km².

## Geografía
El municipio de Fabius se encuentra ubicado en las coordenadas 40°0′21″N 92°0′8″O / 40.00583, -92.00222. Según la Oficina del Censo de los Estados Unidos, el municipio tiene una superficie total de 90.48 km², de la cual 89,34 km² corresponden a tierra firme y (1,26 %) 1,14 km² es agua.

## Demografía
Según el censo de 2010, había 223 personas residiendo en el municipio de Fabius. La densidad de población era de 2,46 hab./km². De los 223 habitantes, el municipio de Fabius estaba compuesto por el 94,17 % blancos, el 1,35 % eran afroamericanos, el 0,45 % eran amerindios, el 0,45 % eran asiáticos y el 3,59 % eran de una mezcla de razas. Del total de la población el 1,35 % eran hispanos o latinos de cualquier raza.